# 趙鵬 (歌手)
趙鵬（英語：Zhao Peng，1978年5月26日—），中國男低音歌唱家及音樂創作人。他是中國Hi-Fi音樂的領軍人物，被譽為“人聲低音炮”。於2000年組建擴張樂隊（後更名為驚堂木樂隊），並於2004年推出首張個人Hi-Fi音樂專輯《人聲低音炮Ⅰ閃亮的日子》。隨後，他陸續推出多張專輯，包括《人聲低音炮Ⅱ月光森林》、《人聲低音炮Ⅲ我的神話》和《人聲低音炮Ⅳ一生守候》。2010年，他的專輯《低音風12級》獲得“華語金曲獎”2009年度“HIFI十大唱片”。

## 經歷

#### 音樂事業的起步
- 2000年，他組建了擴張樂隊（後更名為驚堂木樂隊），開始了他的音樂創作之旅。
- 2004年，推出首張個人Hi-Fi音樂專輯《人聲低音炮Ⅰ閃亮的日子》，正式進入音樂界。

#### 成就與榮譽
- 他被譽為「人聲低音炮」，是中國Hi-Fi音樂的領軍人物。
- 2010年，他的專輯《低音風12級》獲得「華語金曲獎」2009年度「HIFI十大唱片」的殊榮。

#### 音樂風格與影響
- 趙鵬以其低沉而富有磁性的嗓音著稱，他的音樂作品深受Hi-Fi音樂愛好者的喜愛。
- 他在音樂創作中融入了多種元素，展現了獨特的藝術風格。

## 音樂作品

### 音樂專輯
- 《人聲低音炮Ⅰ閃亮的日子》 - 2004年4月
- 《人聲低音炮Ⅱ月光森林》 - 2004年8月
- 《人聲低音炮Ⅲ我的神話》 - 2005年4月
- 《人聲低音炮Ⅳ一生守候》 - 2005年6月
- 《王者天下》 - 2006年
- 《測試王Ⅰ》 - 2007年6月
- 《測試王Ⅱ》 - 2007年11月
- 《再低音一次》 - 2007年12月
- 《王者無疆》 - 2008年1月
- 《低音風12級》 - 2008年11月
- 《低音炮三套車》 - 2009年10月
- 《趙鵬》（同名專輯） - 2009年12月
- 《低音王朝Ⅰ你的眼神》 - 2010年10月
- 《低音共鳴》 - 2011年
- 《謎》 - 2017年
- 《團圓》 - 2022年
- 《天淨沙》 - 2023年

### 音樂單曲
- 《日子里的光》 - 2023年2月6日，這首歌是年代都市劇《我們的日子》的插曲。[3]
- 《我的初戀十八歲》 - 2021年5月11日，這是電影《我的初戀十八歲》的同名主題曲。[4]
- 《盼歸》 - 2018年2月13日，這首歌由重慶市北碚區旅發委和重慶九街文化產業集團共同出品。[5]

### 巡迴演唱會
- 行吟系列巡演：趙鵬自2015年起開啟了“行吟”系列巡演，這是一個持續多年的音樂旅程，涵蓋了多個城市。[6]
  - 十週年紀念演唱會：2024年5月11日，趙鵬在北京展覽館劇場舉行了“行吟2024·擁抱”巡演十週年紀念演唱會，這場演出特別邀請了鋼琴、大提琴和簫的演奏家，為觀眾帶來了與眾不同的音樂體驗。
  - 大連站演唱會：2024年10月19日，趙鵬在大連進步Livehouse舉辦了“行吟2024·擁抱”巡演大連站的音樂會，這場演出包括經典老歌和最新原創作品。[7]

## 得獎與提名
| 年份 | 獲提名                                       | 獎項           | 結果 |
| ---- | -------------------------------------------- | -------------- | ---- |
| 2007 | 汽車影音 行業金弦獎 年度汽車音響十大發燒歌手 | 《一生守候》   | 獲獎 |
| 2008 | 2008年度發燒天碟榜                           | 《一生守候》   | 獲獎 |
| 2009 | 第二季度最佳唱片榜                           | 《低音風12級》 | 獲獎 |
| 2009 | 2009年第一季度最佳唱片榜最佳唱片             | 《王者無疆》   | 獲獎 |

## 書籍作品
- 《橡皮》 - 這是趙鵬於2020年出版的首部攝影詩集，書中以文字和影像結合的方式，講述了他的音樂生活。[9]